# Heinrich Lang (teolog)
 For alternative betydninger, se Heinrich Lang. (Se også artikler, som begynder med Heinrich Lang)
Heinrich Lang (14. november 1826 i Württemberg – 13. januar 1876 i Zürich) var en protestantisk præst og teolog. 
Lang studerede 1844—48 teologi i Tübingen, men flygtede på grund af sin deltagelse i revolutionsbevægelsen 1848 til Schweiz, hvor han først blev præst i Wartau i St. Gallen, derefter 1863 i Meilen ved Zürichsøen og 1871 ved St. Peter i Zürich. Han havde fra første færd med liv og sjæl sluttet sig til den kritiske teologi. I Tübingen havde Baur og Zeller været hans lærere, og han hævdede hele sit liv med stor styrke og igennem megen skarp polemik sit moderne, liberale kristendomssyn, der nærmest bestod i en omtydning af kristendommen efter den moderne verdensopfattelses formentlige fordringer. Biedermann i Zürich var hans nærmeste åndsfælle. 
Fra 1859 udgav han tidsskriftet Zeitstimmen aus der reformierten Kirche der Schweiz, der 1872 blev sammensmeltet med Berner Reformblättern under titlen Reform, Zeitstimmen aus der reformierten Schweiz. Desuden kæmpede han for sin opfattelse i talrige foredrag cg skrifter, og han har sin store del i, at den radikale teologi blev den herskende i den største del af det protestantiske Schweiz. Dog gik David Strauss' radikalisme selv ham for vidt, hvorfor han også vendte sin polemik mod dennes sidste bog Der alte und die neue Glaube (1872). Blandt hans talrige skrifter kan nævnes: Versuch einer christlichen Dogmatik (2. oplag 1868), og Martin Luther, ein religiöses Charakterbild (1870).